# Figuerola d'Orcau
Aquest article és sobre la vila d'aquest nom. Per a l'antic municipi, vegeu Figuerola d'Orcau (antic municipi).
Figuerola d'Orcau és una vila que tingué ajuntament propi fins al 1970, quan s'ajuntà a Isona, al mateix temps que també ho feren Benavent de Tremp, Conques, Orcau i Sant Romà d'Abella, al terme municipal d'Isona i Conca Dellà, tot a la comarca del Pallars Jussà.
És situada a 6 km a l'oest-nord-oest del cap del municipi, a llevant de la Segla de les Bassades, afluent per la dreta del Riu de Conques, afluent del Riu d'Abella, que en passar per Gavet de la Conca es transforma en el Riu de Gavet i s'aboca en la Noguera Pallaresa, al cap de poc, ja a la Conca de Tremp. El Riu de Conques i el Riu d'Abella són els que vertebren la Conca Dellà.

## Etimologia
Segons Coromines, la primera part del topònim és un mot romànic derivat de la paraula figa. Una figuerola és una figuera petita o jove. La segona part és deguda al fet que el lloc pertanyia a la baronia d'Orcau. El nom del poble està documentat des del 1071. Hi ha una llegenda que explica el nom del poble; és recollida per Joan Lluís, i explica el fet següent: una vegada hi havia un pagès que s'havia trobat que dins de les seves terres havia nascut una petita figuera borda. Com que no feia figues, resolgué arrencar-la, dient la frase "A fora ganduls de casa meva! Com que no dónes figues, una altra figuerola fruitarà". En el lloc de la figuera borda, s'hi feu una casa, a la qual s'afegí una segona, després una tercera... fins a formar tot un poble, que prengué el nom de la figuerola arrencada.

## La vila

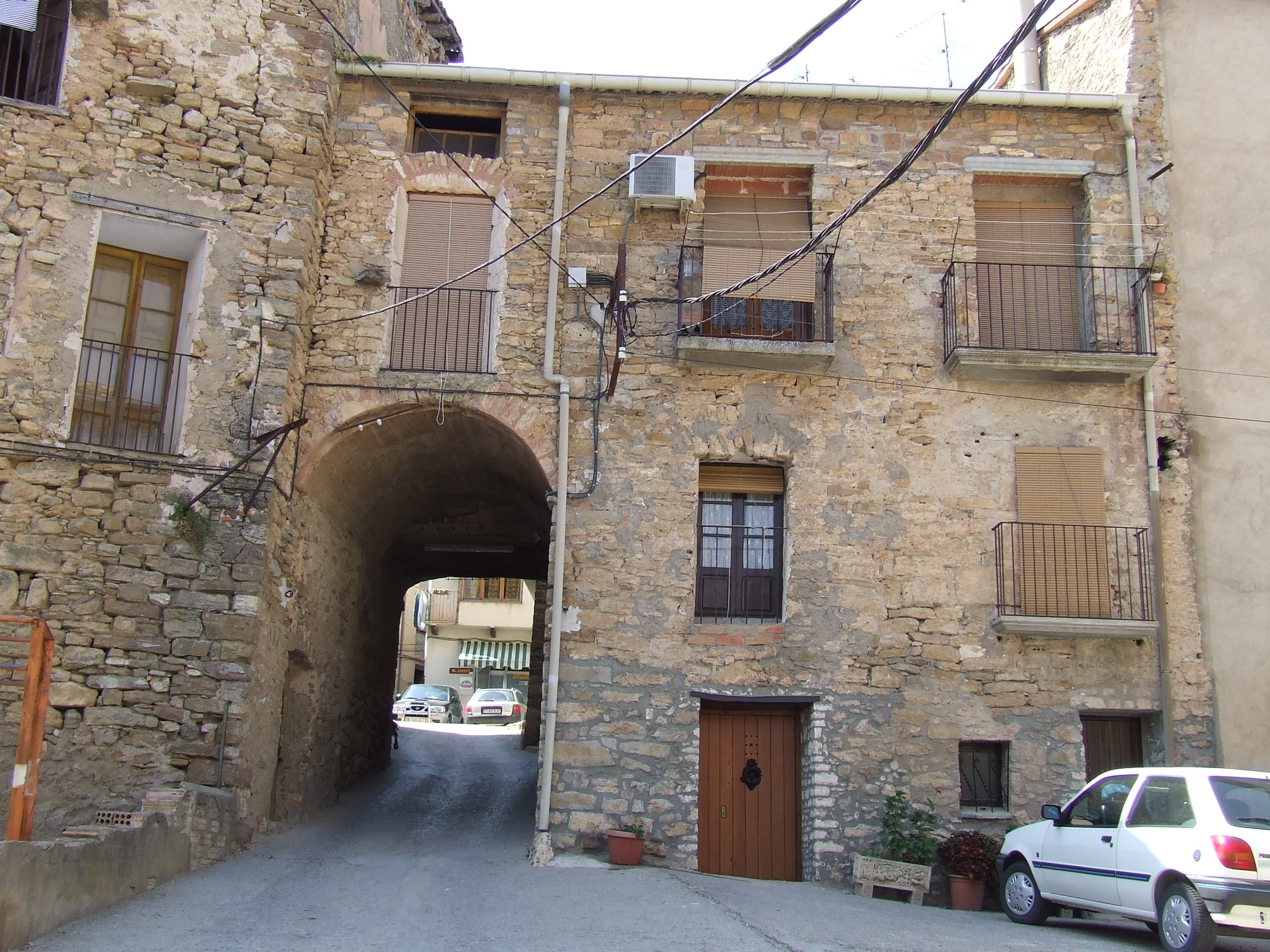
Portal d'Isona, o de la Font, del clos de la vila

La vila de Figuerola d'Orcau és dalt d'un turonet, a 552 m. alt., i forma un nucli clos per les mateixes cases, entre les quals s'obrien cinc portals que donaven -i encara donen- accés a l'interior del recinte. Tres d'ells, segons la tradició, són els originals: el del Marquesó, el de la Font i el de Marisans. Roman encara en la memòria dels més grans de la vila l'època en què de nit es tancaven els portals per tal que ningú pogués entrar-hi. Tant el clos de la vila, com els portals i el traçat dels carrers ens remeten sense cap mena de dubte a una vila medieval.

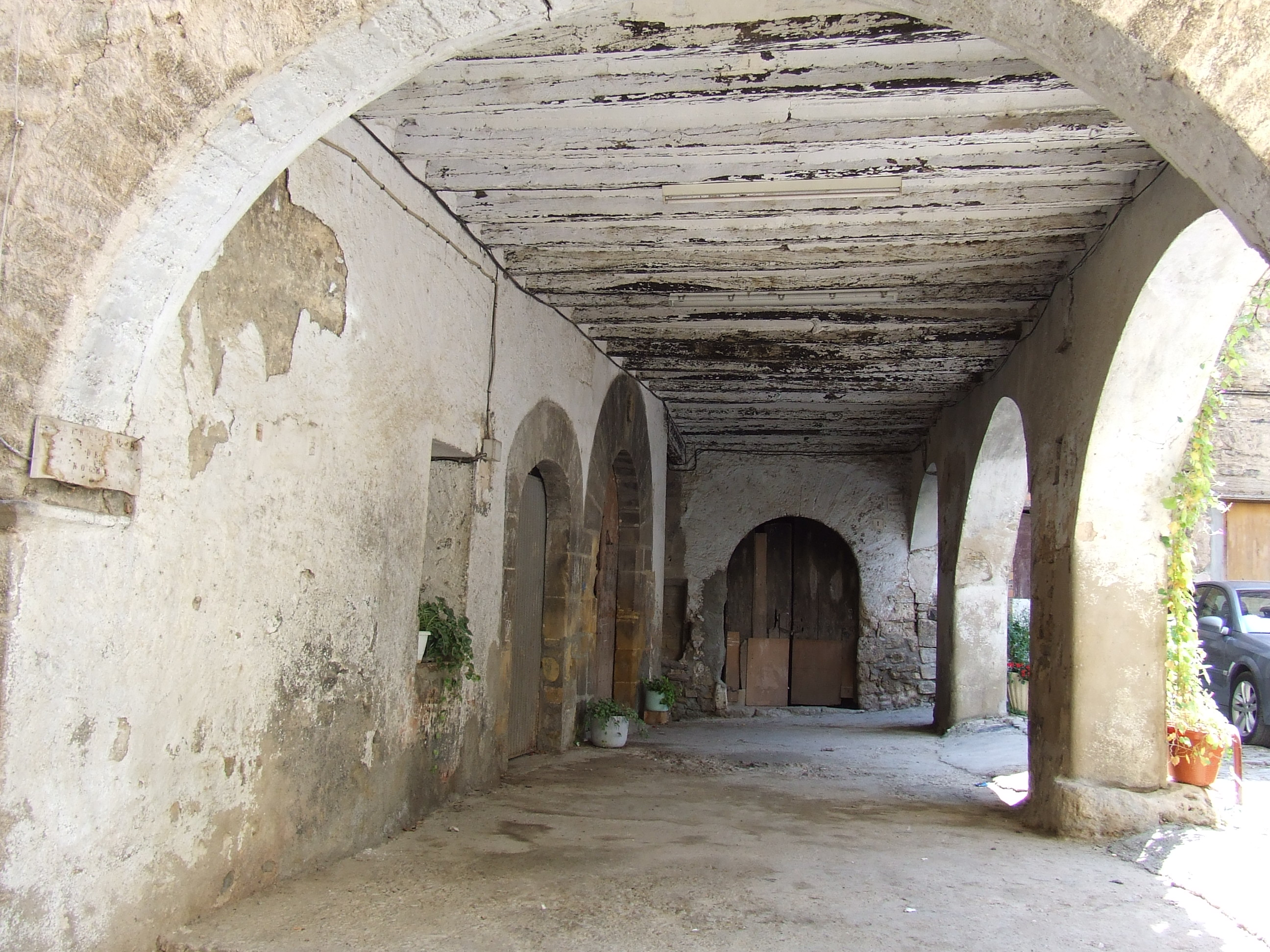
Els porxos de la Plaça Major

Al centre hi ha una plaça porticada, damunt dels porxos de la qual hi ha l'edifici que havia hostatjat la Casa de la Vila i l'escola pública, avui dia transformada en habitatges. D'aquesta plaça surten cinc carrers, que són els que recorren la vila closa, passant en total per més d'una dotzena d'arcs, la major part clarament medievals.
La part més alta del clos de la vila, tot i que ha estat molt desfigurat per les constants reformes de les cases que el formen, sembla presentar un segon recinte interior: seria, pròpiament, el castell de Figuerola d'Orcau. No n'han quedat, però, restes gaire definides, si bé el traçat dels carrers i la part baixa de les parets que s'hi inclouen el permeten endevinar.
En el nucli antic de Figuerola d'Orcau hi ha encara una altra capella: és a la casa Rocabruna, i a penes en queden restes, en l'actualitat.

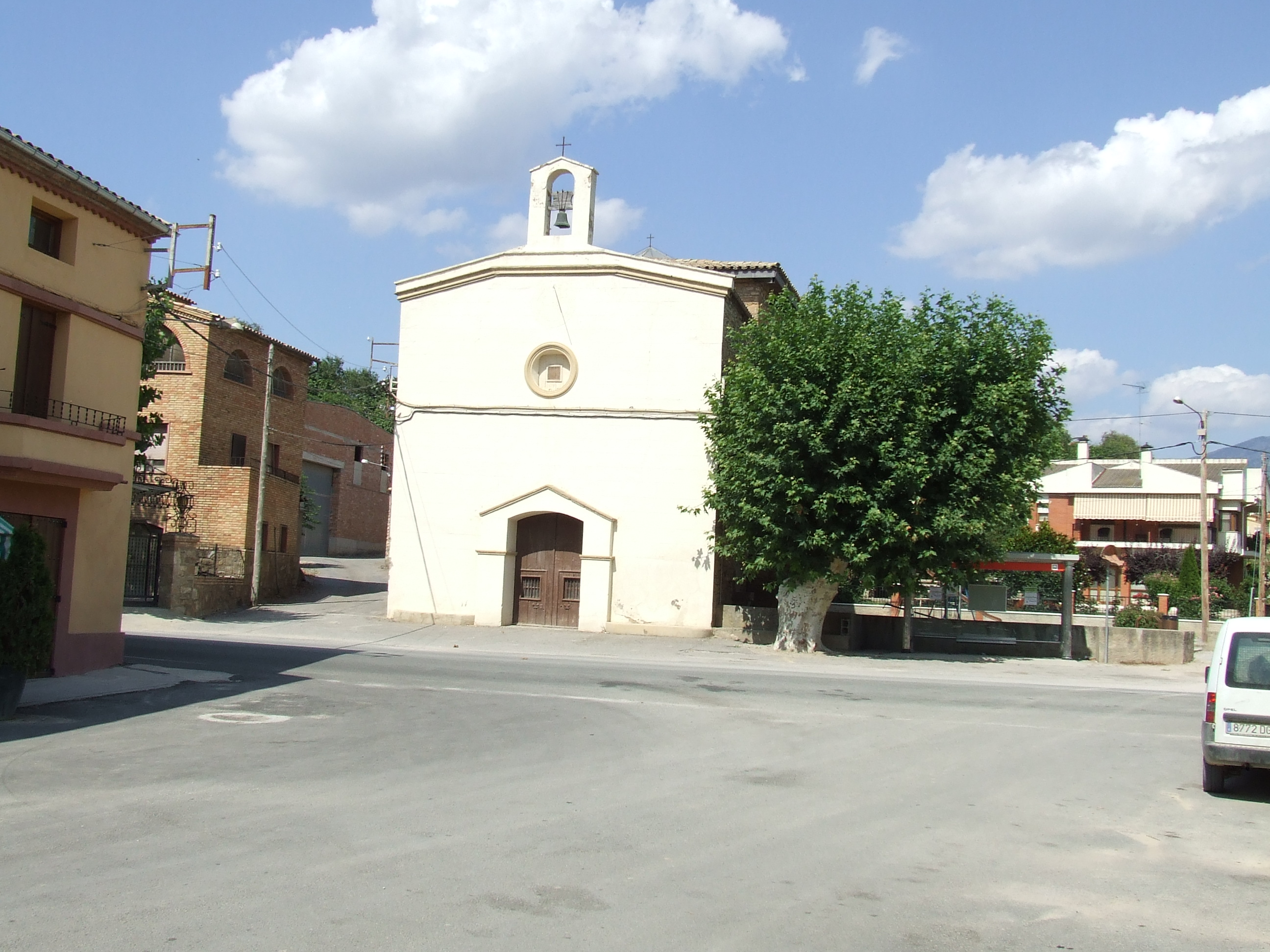
La Mare de Déu del Prat

A l'exterior d'aquest nucli clos es van anar estenent tres ravals, anomenats del Comte, de Faidella i del Ferrer. La jurisdicció de la vila estava repartida, com ja hem vist, entre el Comte de Pallars (un terç) i els Barons d'Orcau (dos terços). El primer dels ravals esmentats corresponia al terç del Comte, i els altres, pertanyents als Orcau, reben el nom del camí de Faidella, al terme d'Abella de la Conca, i del ferrer que s'hi havia instal·lat.
L'església parroquial de Santa Maria és dins del nucli clos, i al seu costat de llevant s'estenia el cementiri, que a principis del segle xx fou traslladat fora del nucli urbà. L'espai que ocupava no ha estat mai aprofitat, i encara avui dia és un espai erm a dins del poble vell.

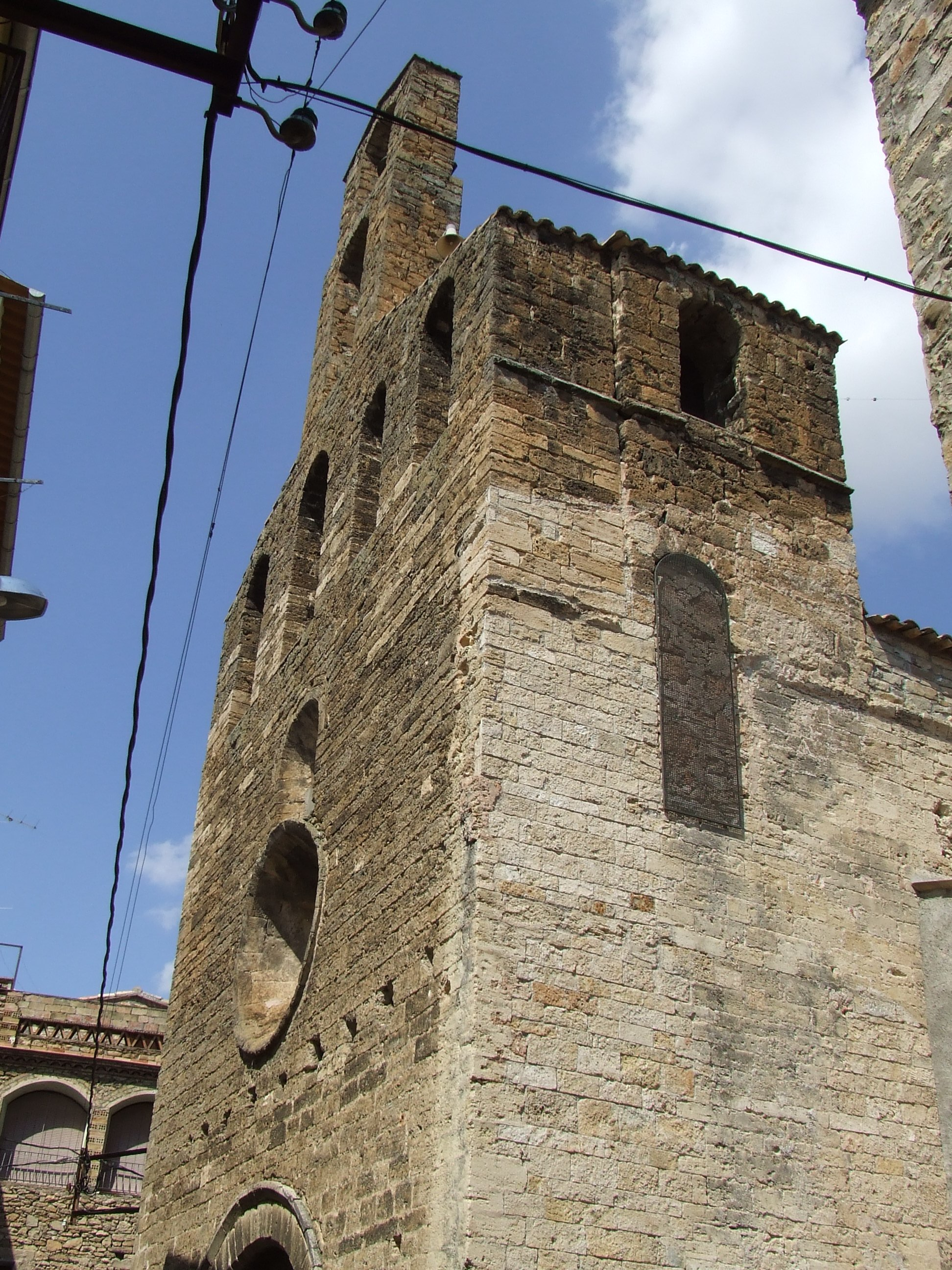
Campanar de paret de l'església parroquial de Santa Maria

Fora del nucli clos, al nord-est, es dreça el santuari de la Mare de Déu del Prat, actualment ja englobat pel mateix creixement dels ravals del poble. La tradició popular diu que l'origen d'aquest santuari és precisament l'existència dels ravals, els quals, en rivalitat amb la vila closa, volgueren tenir la seva església pròpia. Tanmateix, també s'atribueix la construcció del santuari a la troballa d'una imatge de la Mare de Déu feta per una ovella mentre pasturava en el prat que hi havia en aquest lloc, cosa que justificaria el nom del santuari. Una altra versió és la que donen els goigs que es canten en aquest temple: la imatge fou portada de Madrid, potser per substituir la primera, malmesa en algun moment de la història. Aquests goigs s'hi canten el mes d'agost. El santuari del Prat està documentat des del segle xvii.
Al seu costat discorre el Passeig arbrat, que té una llargària de quasi un quilòmetre, sorprenent en una vila de les dimensions de Figuerola d'Orcau. En aquest lloc, a prop de la Font, hi havia un immens om, per a circumdar el qual calien vuit persones. Quan el rei Alfons XIII va passar per Figuerola d'Orcau, se li feu una ràpida recepció a l'ombra de l'om, ja que el monarca no es volia entretenir a visitar la vila. Tanmateix, se li feu la petició d'unes escoles noves, atès que les velles estaven en molt mal estat, cosa que va concedir. La mateixa nit de la visita reial es va trencar una de les enormes branques de l'om, anant a caure just en el lloc on havia estat el rei.
El 1975 el net d'Alfons XIII, l'aleshores príncep Joan Carles de Borbó, visità el poble, acompanyat d'oficials militars (era a la comarca a causa d'unes maniobres militars) i de dos ministres. L'enrenou popular fou notable, però no consta enlloc si se li va recordar el fet de l'om i el seu avi.

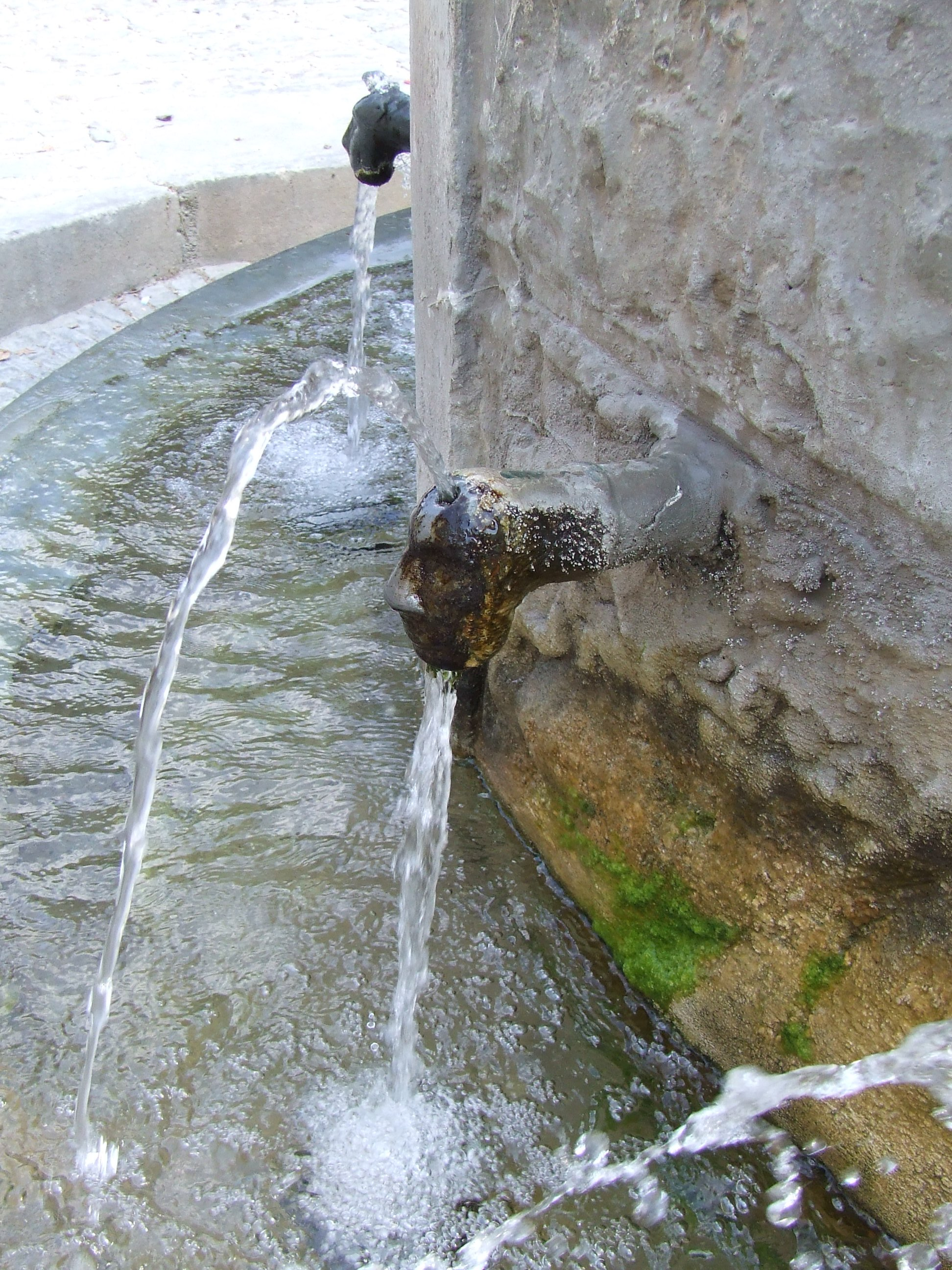
Font de Figuerola d'Orcau. Detall

També fora del nucli clos hi ha l'abundosa font monumental, obra del segle xvii, probablement.
En el terme de Figuerola d'Orcau hi ha, encara, una altra ermita: la de Sant Bartomeu, que fou bastida amb l'esforç de tota la població. S'hi celebra un aplec el primer diumenge de juny, amb missa i dinar popular. L'ermita actual té un disseny molt avantguardista: és una ermita oberta, sense sostres. És un magnífic mirador sobre la vila, ja que es troba pràcticament damunt seu, a llevant, al cap de la serra que domina el poble per aquell costat.

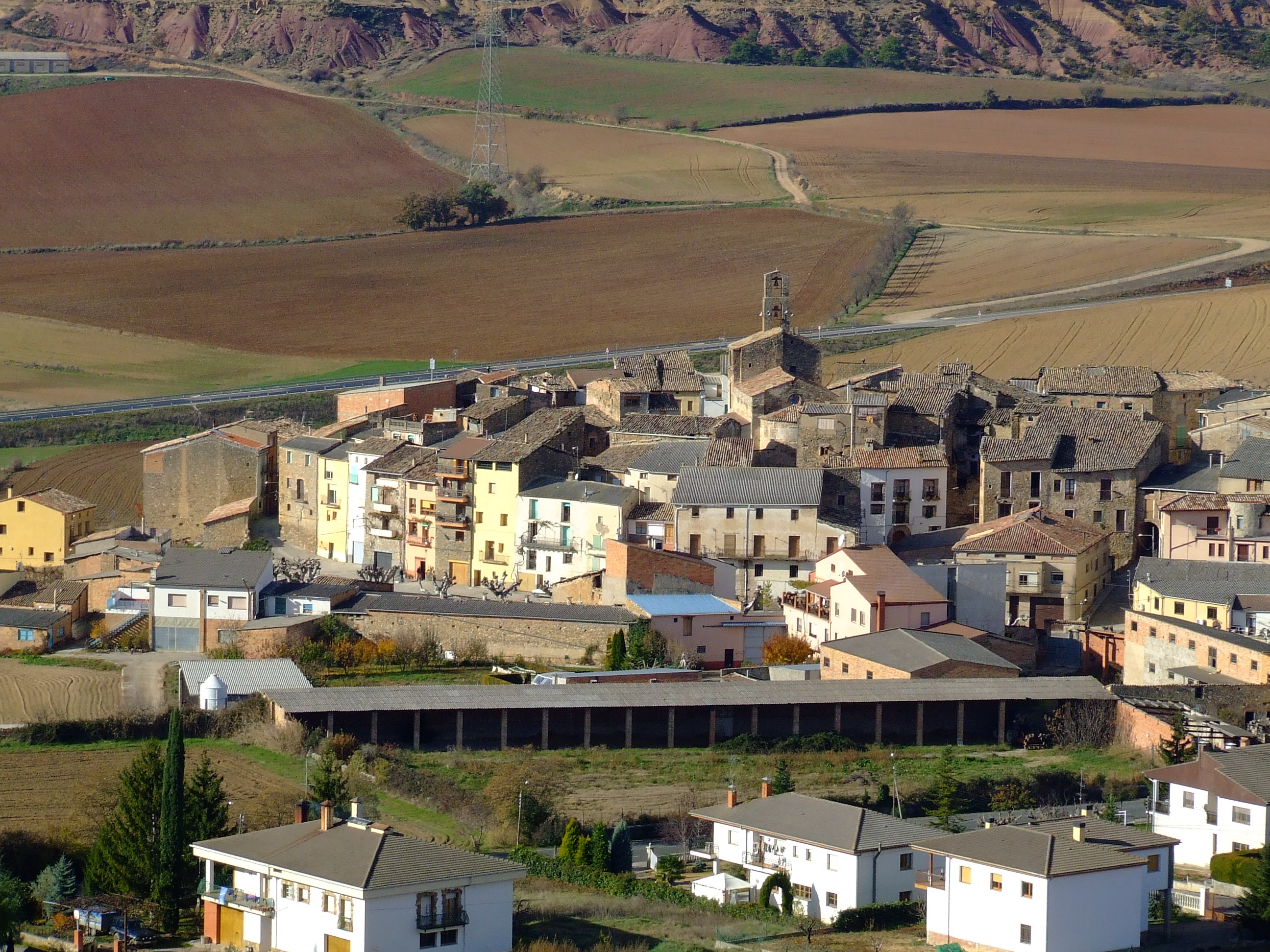
La vila closa de Figuerola d'Orcau

L'any 2007 tenia 198 habitants i era el segon nucli més poblat del municipi després d'Isona, però havia tingut èpoques de més esplendor i poblament. El 1860 hi consten 700 habitants, que en cinquanta anys davallaren a 500 i en quanta anys més a 400, continuant el descens gradualment fins als quasi 200 actuals.
Eclesiàsticament, pertany al Bisbat d'Urgell, dins del seu arxiprestat del Pallars Jussà. No té rector propi, i la parròquia és menada, com totes les del terme d'Isona i Conca Dellà, pel rector d'Isona, resident en aquella vila.
Actualment no hi ha escola, a Figuerola d'Orcau. Cada matí un transport escolar facilitat pel Consell comarcal s'enduu els alumnes de primària cap a Tremp, i un altre els de secundària, que són retornats al final de la jornada escolar a la vila pel mateix mitjà.

## Història
El castell de Figuerola d'Orcau és esmentat en una carta del 1112, on Teobald Ramon, baró d'Orcau, rep el senyoriu de la vila del comte de Pallars, Pere Ramon, amb la condició que el comte en conserva un terç: és l'actual Raval del Comte. El 1141 torna a ser esmentat, en un document de Ramon Berenguer d'Àger. Torna a ser esmentat el 1272, quan Jaume I en demana la potestat, juntament amb altres castells pallaresos. Al cap de quatre anys és Pere II, el Gran, qui demana el mateix.
Al segle xiv, Figuerola d'Orcau apareix en diversos fogatges com a domini d'Arnau d'Orcau: 31 focs el 1381, per exemple (unes 155 persones). El 1388 era del fill de l'anteriorment esmentat, Roger d'Orcau, i en les generacions anteriors, on s'alternen més d'un cop aquests dos mateixos noms propis, continua pertanyent al mateix llinatge.

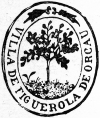
Segell municipal de vers el 1900

El segle XV visqué la guerra civil entre els reis de la casa de Trastàmara i la Generalitat de Catalunya. Com que Arnau d'Orcau es decantà per la causa catalana, en contra del rei, quan aquest, Joan II aconseguí finalment el poder el 1458, com a represàlia desposseí els Orcau dels seus senyorius, i els incorporà a la corona. Malgrat tot, el 1473 Arnau d'Orcau en recuperà el senyoriu. Continuà en mans dels Orcau fins que el net del darrer esmentat, Arnau Julià d'Orcau, morí. El succeí el seu nebot valencià -nebot en segon o tercer grau- Berenguer d'Erill i de Centelles, senyor de la vall d'Espills. Anomenats Erill-Orcau, esdevingueren comtes d'Erill, i Figuerola d'Orcau anà passant de mà en mà, en la decadència de les cases nobiliàries catalanes dels segles XVI, XVII i XVIII: per una sèrie de plets, passà als Bournonville, marquesos de Rupit, als Ponts-López de Mendoza, marquesos de Vilanant, als Abarca de Bolea, comtes d'Aranda, i als Silva, ducs d'Híxar.
En el Fogatge del 1553 s'hi esmenten 55 focs (uns 275 habitants), per la qual cosa és una de les viles més grans de la comarca en aquell moment.
A la Primera guerra carlina, el 1833, a Figuerola d'Orcau es creà un terç de companyia de voluntaris liberals, que van estar 7 anys combatent contra els carlins, i que van demostrar sempre una gran capacitat i valor. És probable que fossin els homes manats directament pel mateix Pascual Madoz, qui al cap de deu anys escrivia el Diccionario geográfico..., que va estar al davant d'un batalló de voluntaris i milicians liberals que combaté al Pallars.
En el llibre esmentat, publicat el 1845, Madoz descriu la vila de Figuerola d'Orcau dient que està situada en un petit turó, combatuda per tots els vents, que la perjudiquen notablement. El clima és fred, i hi ha malalties intermitents, sobretot en els períodes de l'any en què es menja fruita. Tenia més de 120 cases, de pedra unes 100, i la resta de fang, totes de mala construcció, algunes de dos pisos, distribuïdes en diversos carrers costeruts a l'entrada i més plans a dalt del poble; al centre hi havia una plaça rectangular amb porxos (encara hi és). Tots els carrers empedrats, però en mal estat. Hi havia casa de la vila i escola de primeres lletres amb 25 alumnes. Destacava, fora vila, l'ermita del Prat i una bella font, amb aigua abundant, amb rentador i abeurador (també existeix, encara). En aquell moment hi havia 97 veïns (caps de família) i 585 ànimes (habitants). Especificava que el pressupost municipal es cobria amb el lloguer del molí fariner, de la fonda, de la botiga, del forn i de la taverna.
Al segle xix encara trobem que Figuerola d'Orcau formava part de les possessions patrimonials del Comte d'Aranda, Duc d'Híjar.

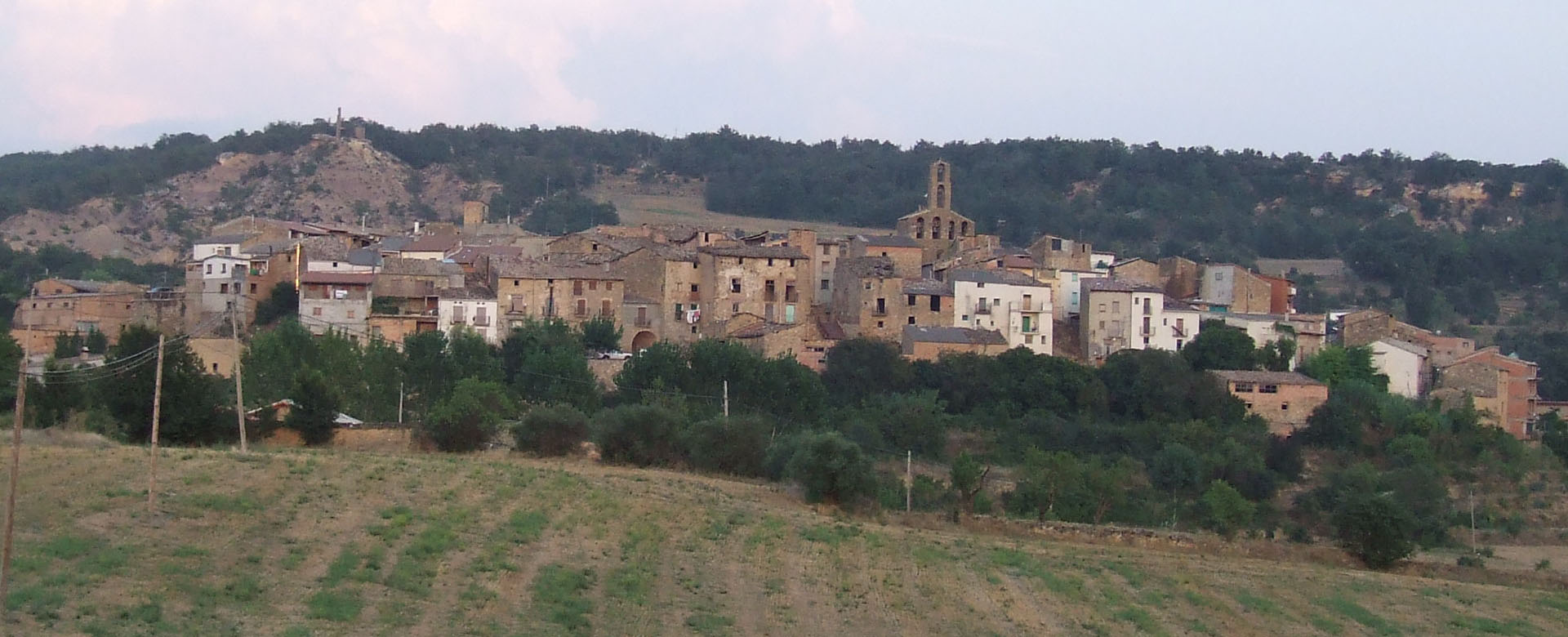
Vista general de Figuerola d'Orcau des de ponent

## Activitat econòmica
Figuerola d'Orcau no es diferencia gaire de la resta de poblacions del terme a què pertany. De base agrària i ramadera, els conreus tradicionals són gramínies (blat, ordi, civada, sègol...), oli, verdures per al consum propi, pastures i, antigament, un vi de molt bona qualitat.
Segons Pascual Madoz, a mitjan segle xix Figuerola d'Orcau produïa blat, civada, ordi, sègol, faves, blat de moro, cànem, mongetes, fruita, vi i seda. Hi havia també bestiar, sobretot vacum i mular. La cacera hi era abundosa (perdius, llebres, conills i guatlles).
Hi havia un molí -el Molí del Canal-, una fassina -fàbrica artesanal d'aiguardent-, un hostal, una botiga, un forn i una taverna
Actualment el panorama ha variat substancialment: continuen sent importants les explotacions agràries, sobretot ametlles, ordi i blat, i el sector ramader s'ha especialitzat quasi exclusivament en el porcí. De la resta de productes esmentats per Madoz, no en queda res o a penes res.

## Festes i tradicions
Celebra dues festes majors al llarg de l'any: la grossa o d'estiu, per la Mare de Déu d'Agost, i la d'hivern, el 17 de gener, per Sant Antoni.
A més s'hi celebra el Jazzvi una petita festivitat anual centrada en la consumició dels productes que moltes famílies del poble ofereixen, d'entre aquests s'hi compte formatge, carn de porc, cabrit o conill i altres especialitats.

## Serveis turístics
A Figuerola d'Orcau hi ha un sol establiment d'hostaleria: la casa rural anomenada Casa Blanc. Com a restaurants, en trobem dos: La Gala i Xic's Cal Borrec. També hi ha un bar, El Racó de la Font.

## Comunicacions
Està comunicat per les carreteres comarcals C-1412b i C-1412bz amb Isona, i Tremp i per la carretera local LV-5112 amb Orcau.
Pel que fa a mitjans de transport públic, Figuerola d'Orcau compta amb parada de l'autobús de la línia Barcelona-la Pobla de Segur, amb un servei al dia en direcció a Barcelona, al matí ben d'hora, i un altre a mitja tarda en direcció a la Pobla de Segur. També hi passa la línia Barcelona-eth Pònt de Rei, amb dos cotxes a mig matí en direcció a la Vall d'Aran (un d'ells té final de trajecte a Esterri d'Àneu), i dos a primera hora de la tarda cap a Barcelona.